# Johan Beetz
Pour les articles homonymes, voir Beetz.
Johan Beetz (1874-1949) est un médecin, chirurgien, naturaliste, peintre, illustrateur et homme d'affaires belge, établi en 1897 à Piastre Baie (Baie-Johan-Beetz), sur la rive nord du golfe du Saint-Laurent, dans la région de la Côte-Nord, MRC Minganie, au Québec, Canada.

## Biographie

### Enfance
Johan Beetz est né au château de Oudenhouven, à Boortmeerbeek, en Belgique, le 19 août 1874. Il est le fils de Johannes Beetz, un propriétaire rentier d'origine hollandaise, et de Céline Verzyl, une future avocate. Johannes Beetz meurt alors que son fils est âgé de deux ans. Céline Verzyl se remarie avec un officier anglais, le major Walter Turner.
Au cours de sa jeunesse, il visite le Maroc, l’Algérie et le Congo pour y pratiquer la chasse. Il participe à des fouilles archéologiques. Il étudie la médecine et la biologie.
C'est avec son précepteur, le docteur Strauss, qu'il apprend la chasse et l'élevage avec son beau-père, à travers une entreprise de pisciculture à vocation commerciale.
Sa fiancée et cousine, Marthe Verzÿl, meurt à la suite d'une pneumonie.

### Arrivée sur la Côte-Nord
À la suite du décès de sa fiancée, il achète en 1897 la maison de monsieur Werner, un Belge qui a habité au Canada. Cette maison est située à Piastre Baie, petit village situé sur la Côte-Nord, au Québec.
À Piastre Baie, il pratique la chasse et la pêche tout en étudiant son environnement, notamment auprès des Montagnais. Il épouse en 1898 une jeune fille de l'endroit, Adéla Tanguay. Adéla lui donnera un fils, Jean, le 13 août 1899. On procède à la construction la même année d'une maison, aujourd'hui classée immeuble patrimonial par le gouvernement du Québec.
Soucieux de la précarité des trappeurs, il décide de court-circuiter l'omniprésente Compagnie de la Baie d'Hudson lors d'un voyage à Paris en rencontrant la compagnie de fourrure des frères Revillon pour un commerce plus direct des peaux. Il devient chef-acheteur pour un territoire qui s'étend de Mingan à Saint-Augustin.
Au cours des années suivantes, Johan Beetz se consacre à l'élevage des renards. De 1903 à 1913, il est le maître-poste du village. Il étudie la faune et la flore. Il publie même un article sur l'eider dans la revue The Auk en 1916. Ses connaissances en médecine permettront d'épargner Piastre Baie en 1918 alors que la grippe espagnole ravage le monde. Il met le village en quarantaine, ce qui a probablement contribué à sauver des vies.

### Départ pour Montréal et Québec
En 1922, Johan et sa famille s’établissent à Saint-Laurent, Montréal. Beetz continue d’élever des renards pour en revendre la fourrure. Deux ans plus tard, il est fait chevalier de l'ordre de Léopold II.
La crise de 1929 affecte Johan Beetz financièrement. En 1930, il devient directeur du service de l’élevage des animaux à fourrure de la province de Québec, à Québec. Il participe même en 1932 à la fondation du Jardin zoologique de Charlesbourg (plus tard Jardin zoologique de Québec). Il est fait docteur ès sciences par l'Université de Montréal en 1936.
Il meurt le 26 mars 1949 à Québec. Il est inhumé au cimetière Notre-Dame-de-Belmont, à Québec.
Il est le grand-père de Jean Beetz (1927-1991), juge à Cour suprême du Canada entre 1974 et 1988.

## Honneurs
- Chevalier de l'Ordre de Léopold II en 1924.
- Pashti-Baie est renommée Baie-Johan-Beetz en 1965.
- Une plaque "Ici vécut de la ville de Québec est présente au 16, avenue Laurier en son honneur de son ancienne résidence.